# María de Zozaya
María de Zozaya i Arramendi, de vegades anomenada Zozoya, (Oieregi, Nafarroa, 1530 - Logronyo, 1609) va ser processada de bruixeria el 1609, durant les proves de bruixes basques que formaven part de la Inquisició espanyola.
María de Zozaya va ser una dona del Regne de Navarra, nascuda a Oieregi i resident a la localitat d'Errenteria, avui dia a la província de Guipúscoa, i presumptament bruixa de l'aquelarre de la mateixa ciutat. El 1609 María de Zozaya, de 79 anys, fou detinguda per l'inquisidor Valle Alvarado, i va ser lliurada a la Inquisició espanyola acusada de ser una bruixa. Va ser jutjada juntament amb un grup de dones que es deia que havia liderat, en el context del judici de les bruixes de Zugarramurdi. La seva confessió inclou l'elogi pel plaer sexual. També va declarar que una aparició la reemplaça al llit quan va anar al dissabte. Es diu que un jove sacerdot del mateix poble va sortir a caçar tot el dia sense haver-hi cap llebre. Va culpar a María de Zozaya que, segons sembla, va confessar als inquisidors que, després que el sacerdot passés la seva casa, es va convertir en una llebre i va anar cap a ell i els seus cadells durant tot el dia, arribant a esgotar-los. Va dir que això va passar vuit vegades durant el 1609. Després de ser empresonada va morir a la presó de Logronyo nou mesos després del seu ingrés, quan tenia 80 anys. Després de la seva mort, els seus ossos van ser cremats com a part d'un acte de fe públic.

## llibre
L'escriptor Xabier Susperregi (Errenteria, 1971) va escriure l'any 2024 el llibre María de Zozaya sobre María de Zozaya, la presentació de la qual es va fer a Errenteria el 13 de març de 2024.